# Fusarium concentricum
Fusarium concentricum är en svampart som beskrevs av Nirenberg & O'Donnell 1998. Fusarium concentricum ingår i släktet Fusarium och familjen Nectriaceae.   Inga underarter finns listade i Catalogue of Life.